# Fábri Sámuel
Fábri Sámuel (18. század – 19. század) evangélikus lelkész, tanár.

## Élete
Előbb Hanusfalván volt tanító (1795–1800), ezután Klazányban, Zemplén megyében lett lelkész (1805–1826), ottani szolgálata alatt épült a gyülekezet klasszicista stílusú temploma. Nyomtatásban megjelent munkája:
Zprawa vžitečné zahradné stromy na neylechčegssi zpusob vywodiť a obchodiť na slovenský gazyk přeložená…. Eperjes, 1803. (Geiger Xav. Ferencz, A gyümölcsfatenyésztésről irt német munkájának fordítása.)
Kézirati munkája: Poemation ad D. Daniel. Mollerum, studiorum suorum indefessum promotorem.